# Cornelius Bontekoe

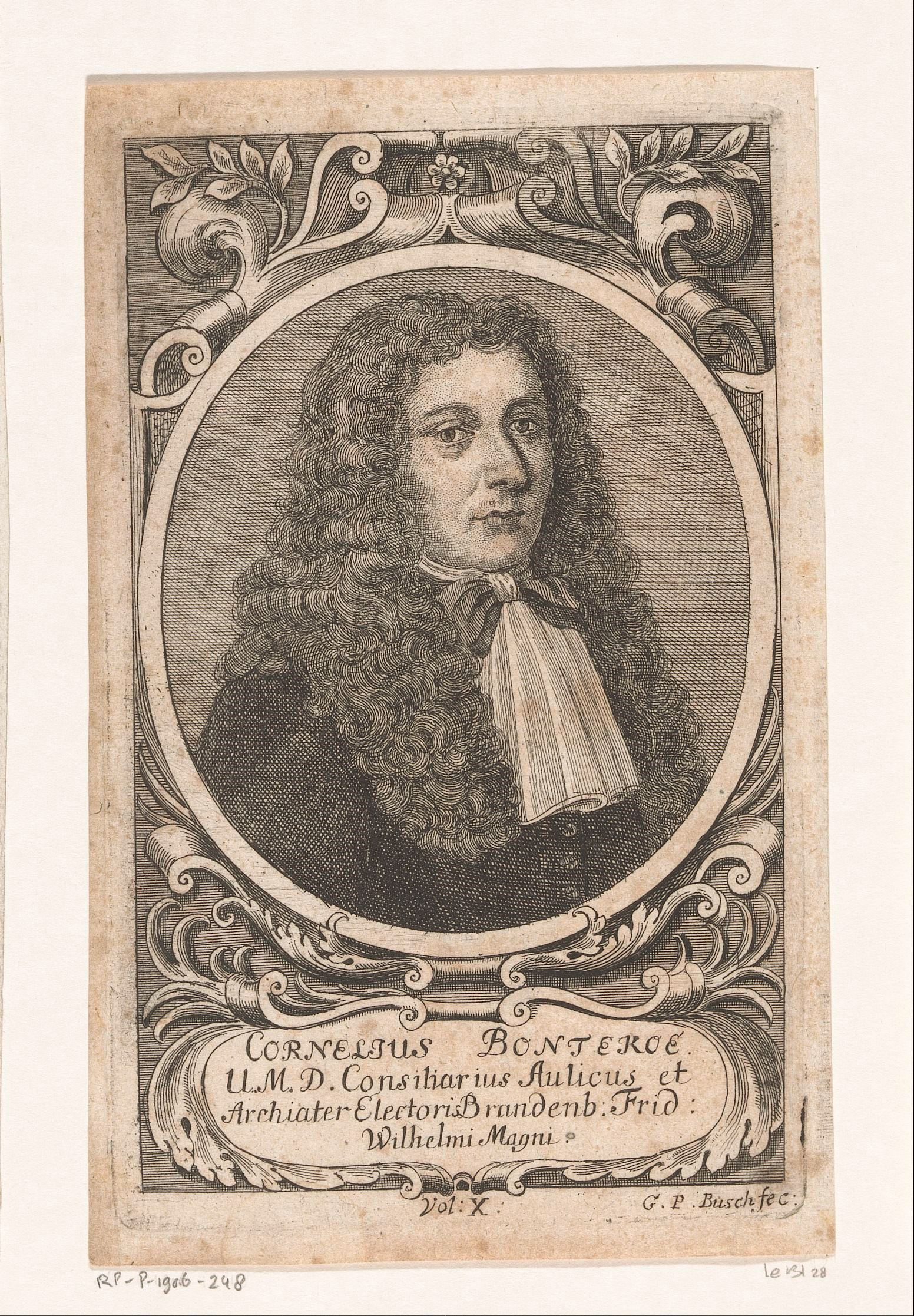
Cornelius Bontekoe

Cornelius Bontekoe (* 1647; † 1685) war ein Pseudonym des niederländischen Arztes Cornelius Dekker.

## Biographie
Dekker veröffentlichte einige im 17. und 18. Jahrhundert sehr populäre medizinische Werke unter dem Pseudonym Bontekoe. Weil an dem Wirtshaus seines Vaters das Schild einer bunten Kuh hing, wurde Dekker von seinen studentischen Kommilitonen Bontekoe genannt.
Die bedeutendste kulturgeschichtliche Leistung Bontekoes war die Einführung des Kaffees, der Schokolade und des Tees in Berlin am Hofe des Großen Kurfürsten, wo er als kurfürstlicher Leibarzt wirkte.
Als Kaffee (wie auch Tee, Schokolade und Tabak) im 17. Jahrhundert in Europa eingeführt wurden, gab es erbitterte Gegner (Pamphlet der Londoner Frauen gegen den Kaffee und Antwort der Männer darauf, 1674) und glühende Befürworter, zu denen Bontekoe zählte.
Bontekoe wie auch William Harvey (Traktat über die Wirkung von Kaffee, Tee und  Schokolade als lebensverlängerndes Mittel, 1685), mit dem Bontekoe bekannt war, verteidigten in ihren Schriften die neuen Drogen. Mitunter verordnete Bontekoe seinen Patienten 50 Tassen Kaffee täglich, was seine Auffassung von der heilenden Wirkung des Kaffees untermauerte. Aus heutiger Sicht ist die Kaffeemenge, die Bontekoe verabreichen ließ, sicher übertrieben. Neuere Untersuchungen zeigen jedoch eine positive Wirkung des Kaffees auf Herz und Kreislauf, er wirke antikariös und habe angeblich eine positive Wirkung auf einen Diabetes mellitus.
Angesichts des hohen Bierkonsums, eine Folge der traumatischen Kriegserlebnisse des noch nicht lange zurückliegenden Dreißigjährigen Krieges, war die medizinische Verordnung von Kaffee und Tee nicht zuletzt eine Maßnahme gegen den weit verbreiteten Alkoholismus.